# 木田彩水
木田 彩水（きだ あやみ、1969年11月11日 - ）は、日本の元AV女優。

## 略歴
1989年にAVデビュー。
1990年、共石ヌードカレンダーに登場。（週刊プレイボーイ 1989年10月3日号より）
1991年に引退。

## 人物
異なるプロフィールがある。
- 「胸いっぱいに輝いて」（1989年）のケース裏面のプロフィールには、B:86(D-65)・W:55・H:88としている[1]。

趣味:詩を書く事が好き。カラオケ。
性格:明るいけど泣きむしっ娘。

## 出演作品

### アダルトビデオ
1989年
- 妖しい下着 木田彩水・望月未来 ほか（6月22日、大陸書房）…オムニバス作品 ＊イメージビデオ
- クラスメイト 下着の秘密 （7月1日、サクセス・ビデオ・コミュニティー）…共演:林かづき ＊イメージビデオ
- 胸いっぱいに輝いて （7月25日、VIP）＊AVデビュー作品
- 勝手にさせて ぶっちぎりのDカップ・アイドル （8月12日、KUKI）
- この胸のときめき （8月25日、ビジュアルジャパン）
- 愛より刺激的 （9月6日、コロナ社）
- BOCKY 28 すっごいツクンポ （9月11日、アリスJAPAN）…オムニバス作品 他出演:片山樹奈、望月未来、加藤ゆう子
- フラッシュバック 17 木田彩水・林ひすい （9月21日、アリスJAPAN）
- ビデオマガジンおとこの遊艶地 9 木田彩水 望月未来 ほか（9月、リイド社 LV-1023）
- 放射能汚染 PART5 （10月2日、ロイヤル・アート）
- BOCKY 29 ふっといハモハモ! （10月11日、アリスJAPAN）…オムニバス作品 他出演:片山樹奈、加藤ゆう子、朝霞美波
- 彩水の部屋 覗かれたランジェリー （10月21日、VIP）
- GIRL FRIEND あなたが好き 第1回 そのお金ください （10月22日、宇宙企画）…共演:浅井理恵、森永千代子
  - GIRL FRIEND あなたが好き 第2回 せつなすぎて （11月8日、宇宙企画）…共演:浅井理恵、森永千代子、加山恵美
  - GIRL FRIEND あなたが好き 第3回 嘘!? （11月22日、宇宙企画）…共演:浅井理恵、森永千代子、加山恵美
  - GIRL FRIEND あなたが好き 第4回 逢いたくて （12月6日、宇宙企画）…共演:浅井理恵、森永千代子、加山恵美
  - GIRL FRIEND あなたが好き 第5回 はなさない!! （12月10日、宇宙企画）…共演:浅井理恵、森永千代子、加山恵美
- Eカップ三姉妹 （10月25日、マドンナメイト）…共演:樹まり子、本庄美樹
- E感覚 （11月6日、コロナ社）
- BOCKY 30 最終号 ミャクうってピュ （11月11日、アリスJAPAN）…オムニバス作品 他出演:沙也加、高橋ますみ、白浜なぎさ、有希蘭、藤沙月、石田りえ
- スーパーランジェリー 4 木田彩水・ 叶順子 ほか（11月10日、宇宙企画）＊イメージビデオ
- 結婚ゲーム 西麻布バナナガール （11月16日、クリスタル映像）
- 爆裂10 超エッチギャルまとめて10人（11月20日、ロイヤルアート）全10名
- 疾走エンジェル （11月25日、VCA）
- ロマンコレクション 穴場ナナ 木田彩水・藤波なつみ（12月5日、アテナ映像）
- 性芯女医 彩水のSEXカウンセラー （12月21日、EL）
- Office Doll オフィス・ドール（噂の彼女にあまえたい）木田彩水 （アールエーシー）
- BOCKY 総集編 激まんパコパコ45（前編）（ジャパンホームビデオ KA-1298）全45名

1990年
- 悶絶美容師 めまいの中で… （1月13日、VIP）
- Dカップ VS Aカップ 性奇の対尻 （1月16日、ベティ）…オムニバス作品 他出演:林由美香、白木麻弥、金井由美子、中山静香、杉浦みなみ
- 過激な女神 妖しい胸さわぎ （1月21日、ピラミッドビデオ）
- 部長のナスは黒光り OL彩水のスペルマ体験 （1月21日、アリスJAPAN）
- 狂詩曲（ラプソディー） （2月5日、ロイヤルアート）
- VIP スペシャル 3 朝比奈樹里・木田彩水・渚友紀（2月8日、VIP）全3名
- H秘書はナマがお好き （2月11日、シェール）
- 民主主義のためのピストン運動 （2月18日、宇宙企画）
- 黄金の7人 春一番スペルマ戦争 （2月25日、ビジュアルジャパン/裸の王様）…オムニバス作品 他出演:樹まり子、山本なつき、杉森久美子、高木なぎさ、早乙女れい、望月みき 全7名
- 秘書秘所話 （3月1日、ビッグモーカル）
- スーパーランジェリー 6 木田彩水・庄司みゆき・立花あやか ほか（3月10日、宇宙企画）＊イメージビデオ
- 舌技スペシャル ヘルスエンジェル 3 （3月31日、EVE）
- Dカップ美女 （4月5日、ファイブスター）
- 爆裂100 （4月9日、ロイヤルアート）全100名
- トップスターの下半身を覗く （4月14日、ロイヤル・アート/ステラ）
- P-TUN(ぴいたん) 木田彩水・秋山美晴 ほか（4月20日、大陸書房）＊イメージビデオ
- Dカップメイト 木田彩水・麻宮千聖・多岐川裕里 （5月5日、笠倉出版社）全3名
- スーパーランジェリー 7 小暮千絵・木田彩水 ほか（5月10日、宇宙企画）＊イメージビデオ
- ランジェリー大会 濃縮20連発 2（1990年5月、ファイブスター FV-8799）全10名
- ランジェリー大会 濃縮10連発 2 山下麻衣 木田彩水 工藤ひとみ 加山なつ子 水木彩（6月5日、笠倉出版社 AJV31-07）全5名
- Dカップ乙女の秘密 木田彩水・麻宮千聖・多岐川裕里 （6月5日、ファイブスター）全3名
- Dカップマーメイド 木田彩水・かいはるみ（6月7日、笠倉出版社）
- AV TOP ギャルズベスト10 あぶない贈り物（7月5日 笠倉出版社 AJV31-10）全10名
- 女教師の秘密 木田彩水・佐倉麻子・中山美里 （7月25日、二見書房）全3名
- 彩水・イタ セクスアリス （7月27日 、ジェット）
- スコラビデオマガジン ビバ!スイートエンジェルス（8月20日、スコラ）全4名 ※イメージビデオ
- ボディコン教師 木田彩水・岡田優奈・山本純 （8月23日、笠倉出版社）全3名
- 出血大制服 Vol.7 （8月24日、VIP）
- おっぱいがいっぱい ベスト・セレクション増刊号（8月25日、宇宙企画）全6名
- べっぴん乳液 2 （9月5日、コロナ社）全4名
- スーパーランジェリー 9 河合美果・木田彩水 ほか（9月10日、宇宙企画）＊イメージビデオ
- へそした三寸無法痴態 （9月29日、KUKI）
- BODY SPECIAL 3 EROTIC 魔女 （10月13日、新東宝ビデオ）
- ランジェリー・コレクション 鮎川真理・樹まり子・木田彩水 ほか（10月20日、宇宙企画）＊イメージビデオ
- 姉妹天国 危機七発 （12月1日、VIP）…共演:庄司みゆき、山下麻衣、林かづき、森山愛里、岡田優奈、弓月薫 全7名
- 必殺裏筋ネッキングブリーカー （新東宝ビデオ）…オムニバス作品 全6名
- 紅鱒の香り 木田彩水・中原絵美 夏樹未央 （SUSHI SS-002）全3名
- ハードコアぺシャル トップ10 VOL.1 鮎川真理・木田彩水 ほか （クリスタル映像）…オムニバス作品 全10名
- べっぴん乳液 3 木田彩水・林由美香 ほか（コロナ社 CS-1318）全4名
- 濃縮熟乱 木田彩水・松下ルミ・工藤ひとみ・いとうしいな ほか（エル ELA-052）全5名
- 12人の本番中毒 8（KUKI QX110）全12名

1991年
- 美女は永遠に 小沢奈美・木田彩水・松本まりな （1月5日、笠倉出版社）全3名
- 美獣ハンター （1月21日、ヴェスコインターナショナル）
- 性芯カウンセラー 元気にしてあげる （1月21日、大陸書房）
- VIP SPECIAL 3 （2月8日、VIP）…共演:朝比奈樹里、渚友紀
- ベストAVギャル’91 10人の女神うずく！（2月8日、大陸書房 PV-1717）全10名
- 制服ロマン娘 2 森村あすか・木田彩水・工藤ひとみ ほか（2月14日、笠倉出版社 AJV32-18）全5名
- 部長のナスは黒光り （2月23日、アリスJAPAN）
- 木田彩水スペシャル 【ワイセツ日記】 （3月15日、笠倉出版社）
- 南海FUCK 多国籍軍 VS 木田彩水 （4月12日、VIP）
- スーパーランジェリー・ライブ 木田彩水・冴島奈緒 ほか（4月20日、英知出版）＊イメージビデオ
- ねらわれた10人の美獣たち（5月7日、コロナ社）全10名 1991年
- 木田彩水ファイナル 最後までしぼりだして… （5月18日、ステラ）
- リップスティック 桜樹ルイ・庄司みゆき・木田彩水・早紀麻未（6月20日、大洋図書）全4名
- あぶない制服 VS ランジェリーSPECIAL 25（10月5日、笠倉出版社）全25名
- 緊急警告 （ルナ・エンタープライズ）…共演:杉田あゆみ
- おまたせしました　セクシークィーン （アダムズ）
- 彩水、PINCH！ Mr.レディの妖しい魅力 （キャロルキング CL-017）
- 禁断の性欲 （ルナ・エンタープライズ）
- '92ベストツインズコレクション 華乱二重奏 木田彩水・桂木美雪 （アダムズ）
- タッチ・ミー たまらない果実 （イメージボックス）全5名
- 彼女の一番長い日 木田彩水・滝沢薔・村上麗奈（アールエーシー SS-031）全3名
- 20コのチチまるこちゃん 2 木田彩水・河合美果・藤本聖名子・君島愛・美穂由紀・中原絵美 他（ファイブスター）全10名
- H秘書はナマがお好き スペシャル あいだもも・木田彩水・美穂由紀・森村あすか（シェール HRC-097）全4名
- 制服マンマンくらべ 2 藤木流花・林由美香・木田彩水・朝比奈樹里・御藤静 他（ファイブスター）全10名

1992年
- 乳房時代 25 藤本聖名子・葉山レイコ・河合美果 他 全25名（1月15日、笠倉出版社）CAV32-88
- 100人のマドンナ 4（3月15日、笠倉出版社）全25名
- AV痴恵蔵 108人のマドンナたち 1（7月18日、大陸書房/KKタイリク）全36名
- 卒業旅行Hのバイキング 麻宮千聖・木田彩水・多岐川裕里 （VISUAL ONE）全3名
- 夏彦のD乳コレクション 2 樹まり子・五島めぐ・木田彩水（イメージボックス/ホルスタイン・カンパニー HL-02）全3名
- スペシャル淫乱堕天使 木田彩水・渚友紀・朝比奈樹里（シーク）全3名
- スペルマエンジェル 4 Part2 庄司みゆき 村上麗奈 木田彩水 工藤ひとみ（イメージボックス）全4名

1993年
- AV巨乳10年史 1 卑弥呼・松坂季実子・小鳩美愛・冴島奈緒・河合美果 他（8月16日、笠倉出版社）全25名
- カップリングアイドル+1 白石ひとみ・木田彩水・森下あみい（ディレクターズシステム）全3名
- 高級オナペット倶楽部 2（明文社 MA-63）全5名
- 濡れまくる女達 4（イメージ・ボックス WT-04）全4名

1994年
- トップ10 アイドルコレクション 2（1月25日、二見書房 MV-097）全10名
- 口内けいれん 淫らな舌使い お口にいっぱい （3月1日、オー・ケイ出版社）全4名
- AV10年史 2（4月29日、VIP）全13名
- レンタルAV10年史 トップ20コレクション特選版 制服大図鑑（5月25日、二見書房 MV-103）全20名
- スペルマ乱舞 ボディコンDカップ７ギャル（7月、ワールド映画）全7名
- AV巨乳年鑑 2（11月7日、笠倉出版社）全33名

1995年
- おしゃぶりゴックン21（2月11日、オー・ケイ出版社 OKV07-29）全21名 ※「木田彩美」名義
- スーパーD乳コレクション 2（2月25日、オデッセウス出版/イメージボックス AB-0085）全10名
- 平成巨乳伝説 2 卑弥呼・河合美果・橘ますみ・木田彩水・庄司みゆき 他（10月19日、笠倉出版社 AJV76-14）全30名
- コレクター北条満編集 7 オナニー狂い 麻宮千聖・庄司みゆき・東清美・鮎川真理・木田彩水 ほか（11月25日、イメージボックス MD-23）全20名

1996年
- 大巨乳 ワイド90分 2（9月24日、笠倉出版社 AJV-7689）全25名

1997年
- ゴールデンカップス 美乳な女たち 卑弥呼・加山なつこ・木田彩水 ほか（5月1日、クリスタル映像 MA-33）全10名
- AV巨乳15年史ワイド90分 1（10月27日、笠倉出版社）全25名

1998年
- お宝AVコレクション 木田彩水・小沢奈美 （7月5日、アトラス21）＊木田彩水「めまいの中で」、小沢奈美「出血大制服 5」を収録
- 思いきり裏わざ スーパー・エロチカ・スペシャル 木田彩水（モンロー MON-001）
- 巨乳伝説（メディアバンク MBV-004）全16名

1999年
- ゴールデンカップス 美乳な女たち 卑弥呼・加山なつこ・木田彩水 ほか（8月30日、クリスタル映像 SCVD-1134）全10名 ※DVD版
- AV巨乳コレクション 2（10月1日、笠倉出版社）全25名

2000年
- 木田彩水 デジタルリマスタリング （3月4日、ロイヤルアート）
- 20世紀FUCK Vol.2 イヴ、木田彩水・憂花かすみ・五島めぐ ほか（5月26日、メディアバンク）全20名
- クリスタル15年史（7月28日、クリスタル映像）全50名
- 爆裂100+1 蘇る100人の女神伝説 五島めぐ・冴島奈緒・木田彩水 ほか（8月25日、ロイヤルアート）全101名
- 美乳×巨乳 CLIMAX20（10月27日、クリスタル映像）全20名
- 本能 2 4時間（12月1日、トータル・メディア・エージェンシー）全20名
- アトラス MEGA MIX 3 昇天する女神たち（12月13日、アトラス21 A00-121）全18名
- 巨乳伝説（メディアバンク ARD-008）全20名 ※DVD版

2001年
- 巨乳美乳ベストコレクション 2（1月14日、ディジタルメディアネットワーク）全10名
- MEGA-MIX 3（1月24日、アトラス21 AVD-47）全18名 ※DVD版
- コスプレ大百科 コスチュームプレイのすべて 森村あすか・希志真理子・木田彩水 ほか（4月27日、メディアバンク）
- エロスの殿堂 Vol.2 イヴ・木田彩水 （5月25日、メディアバンク）
- 人妻倶楽部 御藤静・木田彩水・吉川りりあ 他（6月22日、メディアバンク AMD-049）全8名
- Adult Beauty 43 性芯女医 （6月28日、ファーストミュージック）
- Adult Beauty 55 ベスト10女優 スーパーD乳コレクション（6月28日、ファーストミュージック）全10名
- 黄金伝説（8月24日、ロイヤルアート）全14名
- 部長のナスは黒光り（10月19日、アリスJAPAN）※DVD版
- 放課後エロス（12月14日、メディアバンク）全9名

2002年
- M KING of BEST 美穂由紀・木田彩水 ほか（1月25日、ロイヤルアート）
- H秘書はナマがお好き 木田彩水（11月8日、エッチ アール シー）※DVD版

2003年
- REVIVAL COLLECTION 5 よみがえるAV黄金期の女優たち 1（4月1日、鹿砦社）全5名
- 爆烈 女優(100+1)+素人(100+2)=203人も見れちゃうって本気(マジ)っすか!? 五島めぐ・冴島奈緒・木田彩水 ほか（7月11日、ロイヤルアート）多数出演
- Re:木田彩水 （10月31日、ロイヤルアート）＊「狂詩曲（ラプソディー）」「トップスターの下半身を覗く」を収録
- THE 制服FUCKER 4時間 （12月19日、メディアバンク）全30名

2004年
- RE：僕達は忘れない…ウルトラBEST4時間 （4月23日、ロイヤルアート）全12名
- Re:木田彩水 2 （6月25日、ロイヤルアート）
- THE 80's GREATEST IDOLS 朝岡実嶺・美穂由紀・木田彩水 ほか（8月13日、トータル・メディア・エージェンシー）
- ATLAS TWENTY ONE （8月20日、アトラス21）全60名

2005年
- DECADE 木田彩水（3月17日、ピエロ）
- Re:僕達は忘れない･･･ウルトラBEST4時間 2 （4月27日、ロイヤルアート）全12名
- BEST4時間 木田彩水 （11月30日、アトラス21）＊「覗かれたランジェリー」「悶絶美容室めまいの中で」「トップスターの下半身を覗く」「出血大制服 7」を収録

2006年
- LEGEND OF QUEEN VOL.2 完全復刻・保存版（8月25日、アールエフプランニング）全24名
- AV黄金期スーパーアイドル20人 たっぷり4時間（9月29日、ロイヤルアート）全20名

2007年
- Legend Plus VOL.5 木田彩水・薬師丸ひろ美・野坂なつみ （12月7日、エー・エス・ジェイ）全3名

2008年
- 木田彩水 パーフェクトディスク （4月30日、ロイヤルアート）＊「狂詩曲 ラプソディー」「トップスターの下半身を覗く」「放射能汚染 5」「木田彩水ファイナル」を収録

2009年
- The Best of No.1 木田彩水 Deluxe （2月13日、メディアバンク）
- DECADE GALS SP 02（5月29日、ピエロ PAR-237）全12名
- 20世紀女優 AVアイドル秘宝館（7月25日、群雄社）全10名
- DECADE EX 6 （8月14日、ピエロ）

2010年
- Legend Special VOL.29 木田彩水（1月22日、エーエスジェイ）＊「狂詩曲 ラプソディー」「放射能汚染 PART5」「E感覚」を収録

2012年
- DECADE EX 48 木田彩水・田中露央沙・森川いづみ （4月27日、ピエロ）全3名

2015年
- お宝AVコレクション 木田彩水・小沢奈美 （6月30日、アトラス21）＊木田彩水「めまいの中で」、小沢奈美「出血大制服 5」を収録 ※DVD版

2018年
- 伝説のアダルト女優競演復刻版vol.1 （4月26日、アトラス21）全5名

発売年不明
- 野獣回帰 （Daisy）VHS
- 持ちきれない程の愛を （OFFICE K2）VHS ＊「性芯女医」の二次使用品
- 恥丘の飢えに 絶世の淫美女 木田彩水・麻倉ルミ （カムジン KMZ-003）
- Forever フォーエバー 木田彩水（コレクターズ・システム販売 FOR-17）VHS
- コレクター北条満編集 2 オナニー狂い・淫乱30人（コレクターズ・システム販売 HJM-02）VHS 全30名
- コレクター北条満編集 31 巨乳美乳絶叫・淫乱50人（コレクターズ・システム販売 HJM-31）VHS 全50名
- コレクター北条満編集 43 完全絶頂コレクション痙攣60人C（コレクターズ・システム販売 HJM-43）VHS 全60名
- コレクター北条満編集 騎乗位狂い狂い淫乱女20人（イメージボックス MD-22）VHS 全20名

　他多数出演

### アダルトビデオ（無修正）
- スーパーアイドル　木田彩水大全集（2001年11月1日、ファンタドリーム）
- スーパーアイドル18　星崎るな＆木田彩水（2002年5月30日、ファンタドリーム）

### カセット
- マドンナメイトカセット　木田彩水 Eカップ性感テスト （1990年1月20日、二見書房）

### 映画
- 妖怪天国　ゴースト・ヒーロー （1990年7月28日、パパドゥ音楽出版＝ポニーキャニオン）監督：手塚眞　「裸の女」役[3]

### Vシネマ・オリジナルビデオ
- イケナイBOY イカす（秘）ハンドパワー（1990年9月28日、ビクターエンタテインメント）監督:内田祐司 声の出演 アニメ作品 原作:須磨ヨシヒロ[4]
- 爆裂！Ｍ・コネクション ミラージュを追え！（1991年6月28日、SEIYO INTERNATIONAL VIDEO）監督:吉野彰哲[5]
- 爆裂！Ｍ・コネクション ザ・フアイナル・シューティング（1991年7月26日、SEIYO INTERNATIONAL VIDEO）監督:吉野彰哲[6]

## 出版

### 写真集
- 写真集 スコラスペシャル 7 SUPER NUDE COLLECTION 3 松坂季実子・松本まりな・樹まり子 ほか 全28名（1990年1月8日、スコラ）ISBN 9784796295062
- ニューアイドル写真集 木田彩水 海風にキッス（1990年4月16日、撮影：前場輝夫、ピラミッド社）ISBN 9784803327014
- マドンナメイト写真集 木田彩水（1990年6月25日、撮影：太田和也、マドンナ社）ISBN 9784576900599
- 木田彩水写真集 南国人魚　(1990年2月24日、撮影：前場輝夫、大陸書房）ISBN 9784803324778
- SUPER NUDE COLLECTION IV 桜樹ルイ・木田彩水・五島めぐ・あいだもも ほか 全27名（1991年1月10日、スコラ）ISBN 9784796295093
- 文庫サイズ写真集 マドンナメイト・カタログ Part.4 樹まり子・沢木まりえ・小沢奈美・木田彩水 ほか（1991年1月25日、マドンナ社）ISBN 9784576901596
- 木田彩水写真集（1991年2月20日、撮影：日影海平、スコラ）ISBN 9784796200318
- Big Melon 田中露央沙・庄司みゆき・樹まり子・木田彩水 ほか 全12名（1991年7月20日、大陸書房）
- SWEET LINGERIE 2 あいだもも・高見沢杏奈・木田彩水 ほか 全12名（1991年11月20日、英知出版）

### 雑誌
- Beppin 1989年8月号、1990年4月号、1991年1月号（英知出版）
- 週刊プレイボーイ 1989年10月3日号（集英社）
- オレンジ通信 1989年10月号、1990年7月号（東京三世社）
- ACTRESS 1989年11月号、1991年6月号（リイド社）
- セクシーランジェリー No.2（1990年1月、光彩書房）
- デラべっぴん 1990年3月号（英知出版）
- GRACE 1990年3月号、1991年3月号（若生出版）
- コマチガールズ 1990年3月号 熱烈聖少女スーパー・ボディ天国（平和出版）
- ベストカメラ 1990年4月号（少年画報社）
- VIDE PAL 1990年4月号（東京三世社）
- BEST VIDEO SPECIAL No.3（1990年5月15日、三和出版）
- スコラ 1990年5月24日号（スコラ）
- ベスト・ランジェリー No.3（1990年7月10日、光彩書房）
- ビデオボーイ 1990年8月号（英知出版）
- アップル通信 1990年9月号（三和出版）
- BEST LINGERIE 1990年10月号（光彩書房）
- URECCO 1990年11月号（ミリオン出版）
- TOP TEN MATE 1990年12月号（若生出版）
- 漫画エンジェル 1990年12月号（蒼竜社）
- GRACE 1991年1月号（若生出版）
- さくらんぼ通信 1991年3月号（大洋図書）
- ランジェリー・コレクション No.10（1991年7月15日、光彩書房）
- ビデオ・エックス 100号記念特別増刊号（1991年11月20日、笠倉出版社）

### 書籍
- LOOK SEX 乳房で愛 AVギャルファック写真集（三共図書出版社）※ビニ本

### コミック
- AVギャル初体験物語(1) 小沢奈美 工藤ひとみ 松坂季実子 庄司みゆき 木田彩水 林由美香 岡田優奈 朝比奈樹里 美穂由紀 樹まり子（著者:葉月かずお）（1990年11月25日、日本文華社）ISBN 9784821193233 全10名

## ゲーム
- ギャルズパニック（1990年、カネコ）＊アーケードゲーム